# حجرة العجائب من غييرمو ديل تورو
حجرة العجائب من غييرمو ديل تورو (بالإنجليزية: Guillermo del Toro's Cabinet of Curiosities) هو مسلسل رعب أنثولوجي أمريكي قادم من إنتاج وإخراج غييرمو ديل تورو، ومن المقرر عرضه على منصة نتفليكس في 25 أكتوبر 2022.

## الإنتاج
في 14 مايو 2018، أُعلن أن نتفليكس قد طلبت إنتاج مسلسل. وشمل المنتجون التنفيذيون غييرمو ديل تورو، وجيه مايلز ديل، وغاري أونغار. كما عمل ديل تورو كاتبًا لحلقة واحدة، واختار بنفسه كتابًا ومخرجين آخرين لإخراج حلقات أخرى.
في سبتمبر 2021، أعلنت هوليوود ريبورتر أن مخرجة فيلم "بابادوك" جينيفر كينت ستكتب وتخرج حلقة من بطولة بطلة الفيلم إيسي ديفيس. سيتكون الموسم من سبع حلقات أخرى، سيخرجها كلٌّ من آنا ليلي أميربور، وبانوس كوزماتوس، وكاثرين هاردويك، وغييرمو نافارو، وديفيد براير، وفينسينزو ناتالي، وكيث توماس، مع كتاب مثل ريجينا كورادو، ولي باترسون، وهايلي زد. بوسطن، وميكا واتكينز، وآرون ستيوارت-آن وُصف المسلسل بأنه "قيد الإنتاج"، وفقًا لهوليوود ريبورتر.

## روابط خارجية
- حجرة العجائب من غييرمو ديل تورو على موقع IMDb (الإنجليزية)
- حجرة العجائب من غييرمو ديل تورو على موقع ميتاكريتيك (الإنجليزية)
- حجرة العجائب من غييرمو ديل تورو على موقع روتن توميتوز (الإنجليزية)
- حجرة العجائب من غييرمو ديل تورو على موقع نتفليكس (الإنجليزية)
- حجرة العجائب من غييرمو ديل تورو على موقع كينوبويسك (الروسية)
- حجرة العجائب من غييرمو ديل تورو على موقع ألو سيني (الفرنسية)
- حجرة العجائب من غييرمو ديل تورو على موقع قاعدة بيانات الفيلم (الإنجليزية)